# Inari (sat)
Inari este un sat component al comunei omonime din regiunea Laponia, Finlanda. În anul 2005, număra 459 locuitori. Localitatea este situată la vărsarea râului Juutua în Lacul Inari.

## Istoric
Dovezi despre o locuire veche - epoca de piatră avem în așezările vechi descoperite în cartierul Vuopaja, localizat nu departe de Siida, Muzeul Sami.
Cu timpul localitatea s-a dezvoltat ca și centru comercial, ceea ce a făcut ca în 1876, anul înființării comunei, Inari să devină centrul acestuia.

## Galerie

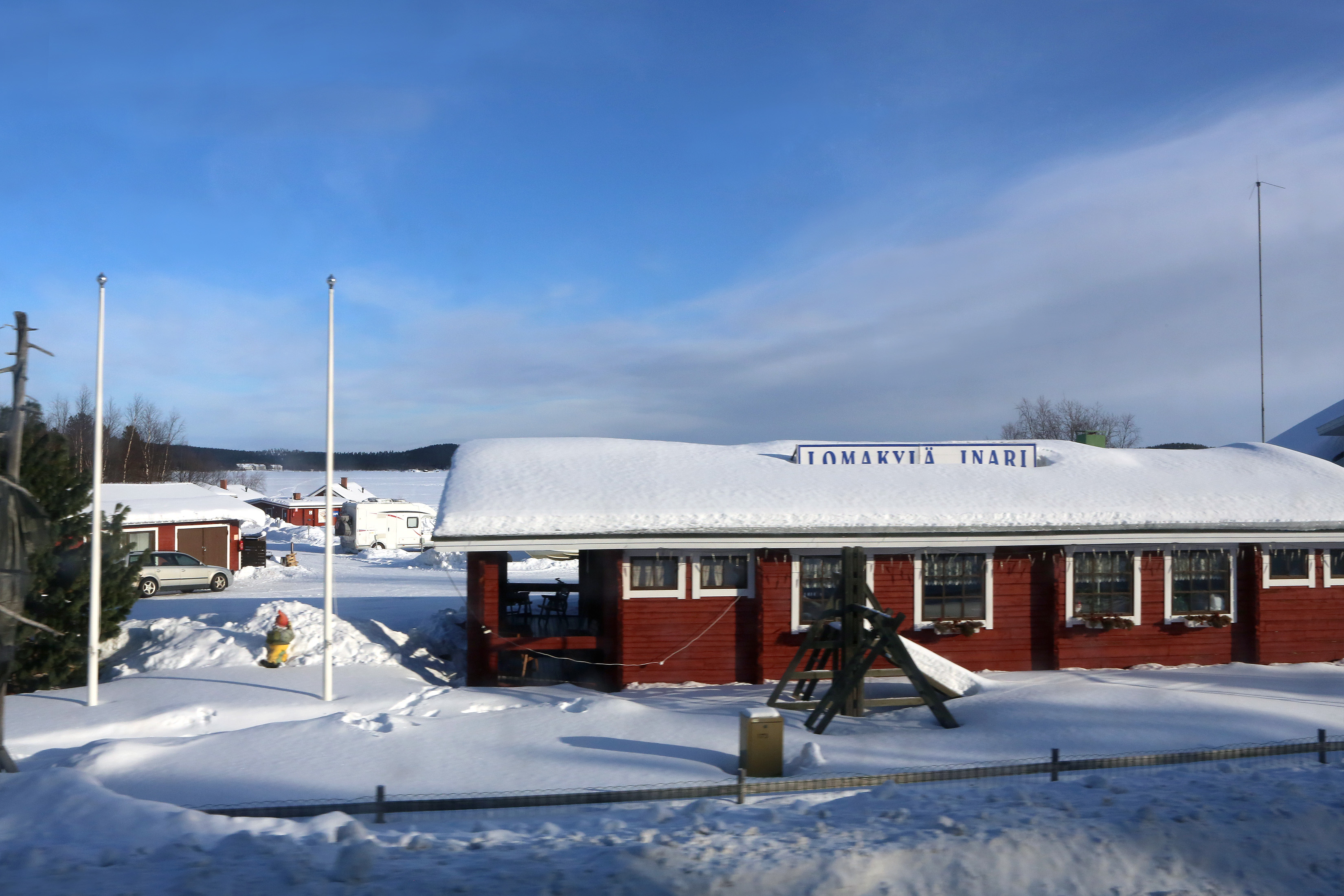
Snow in Inari
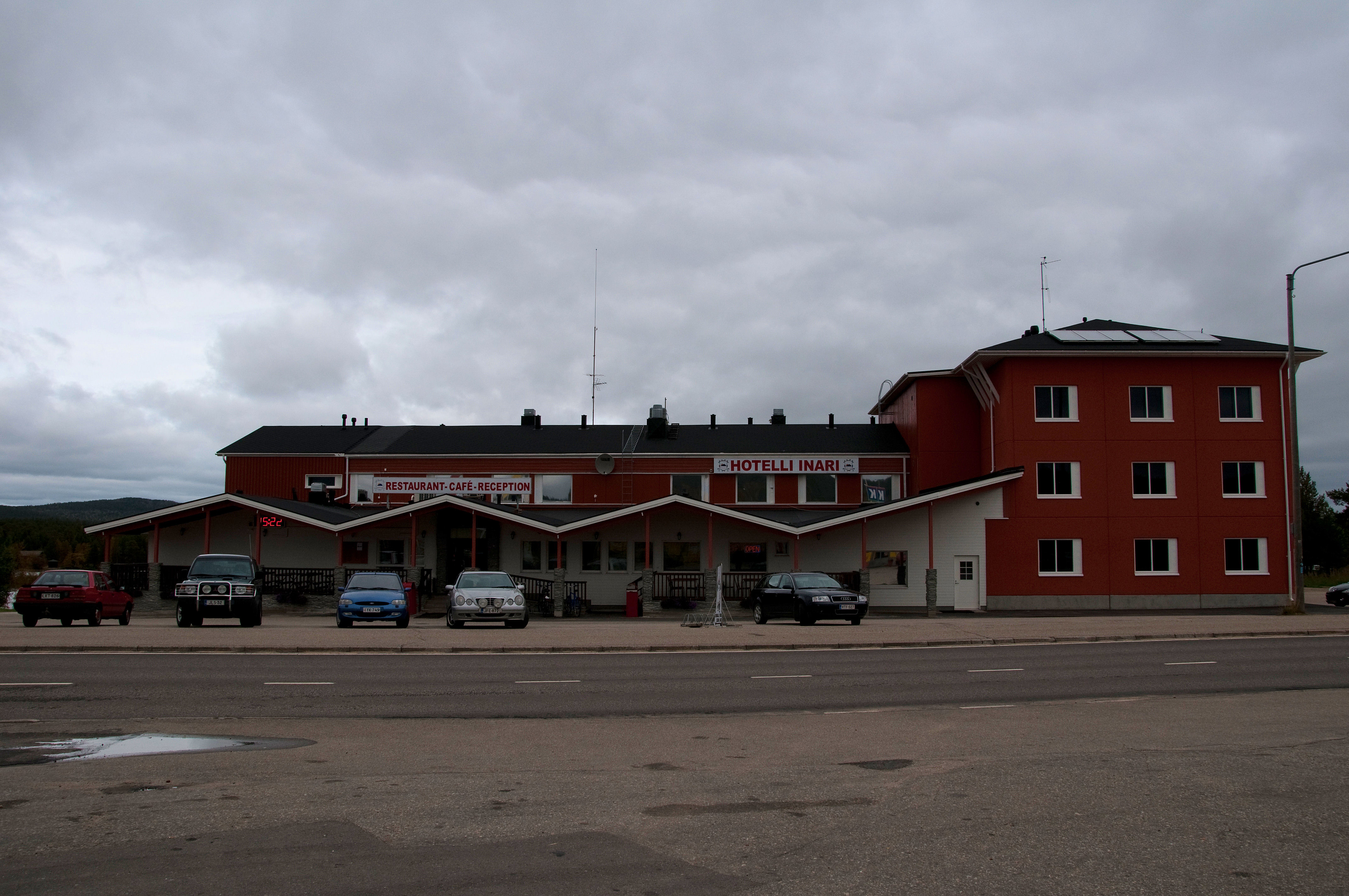
Hotel Inari
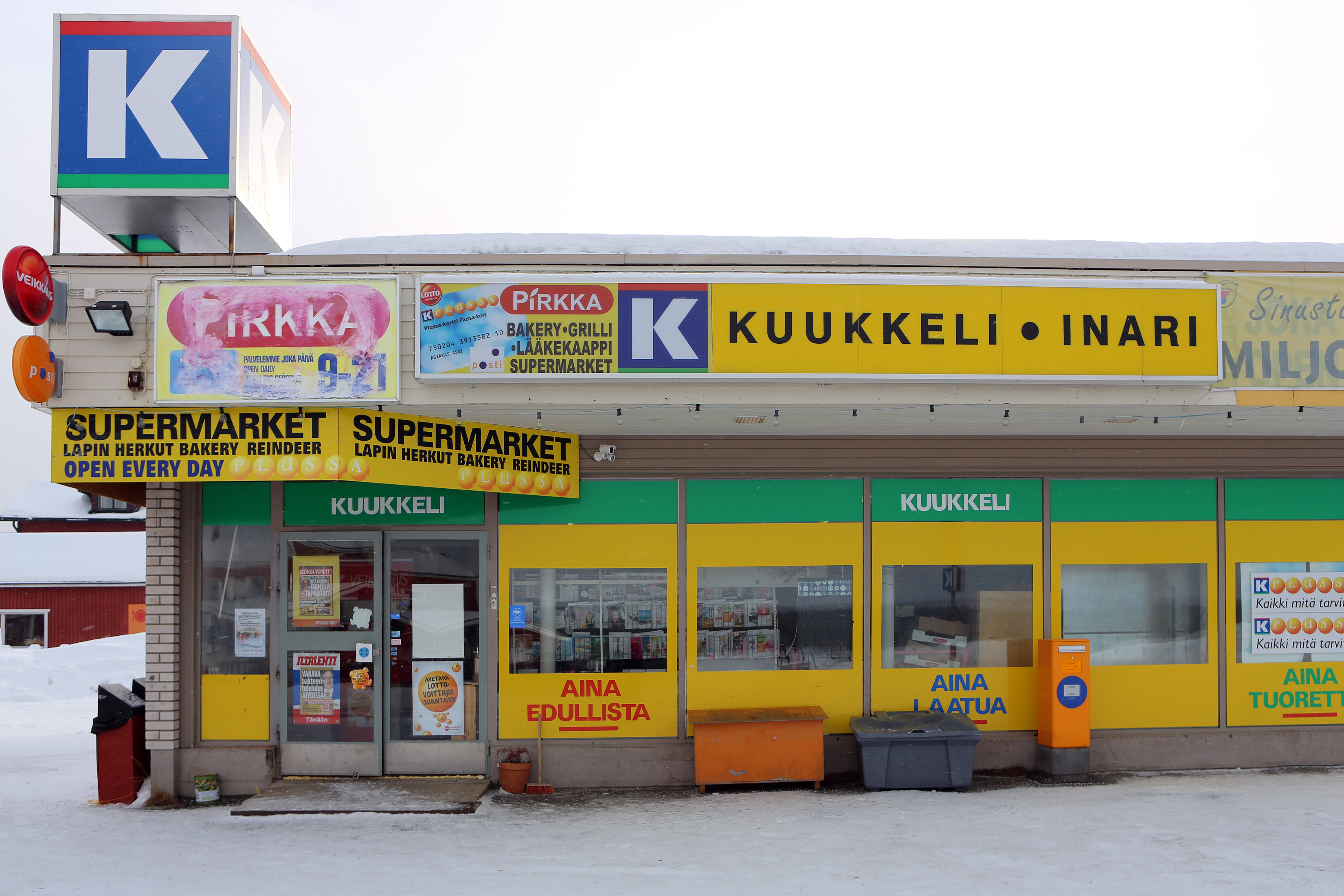
Supermarket in Inari
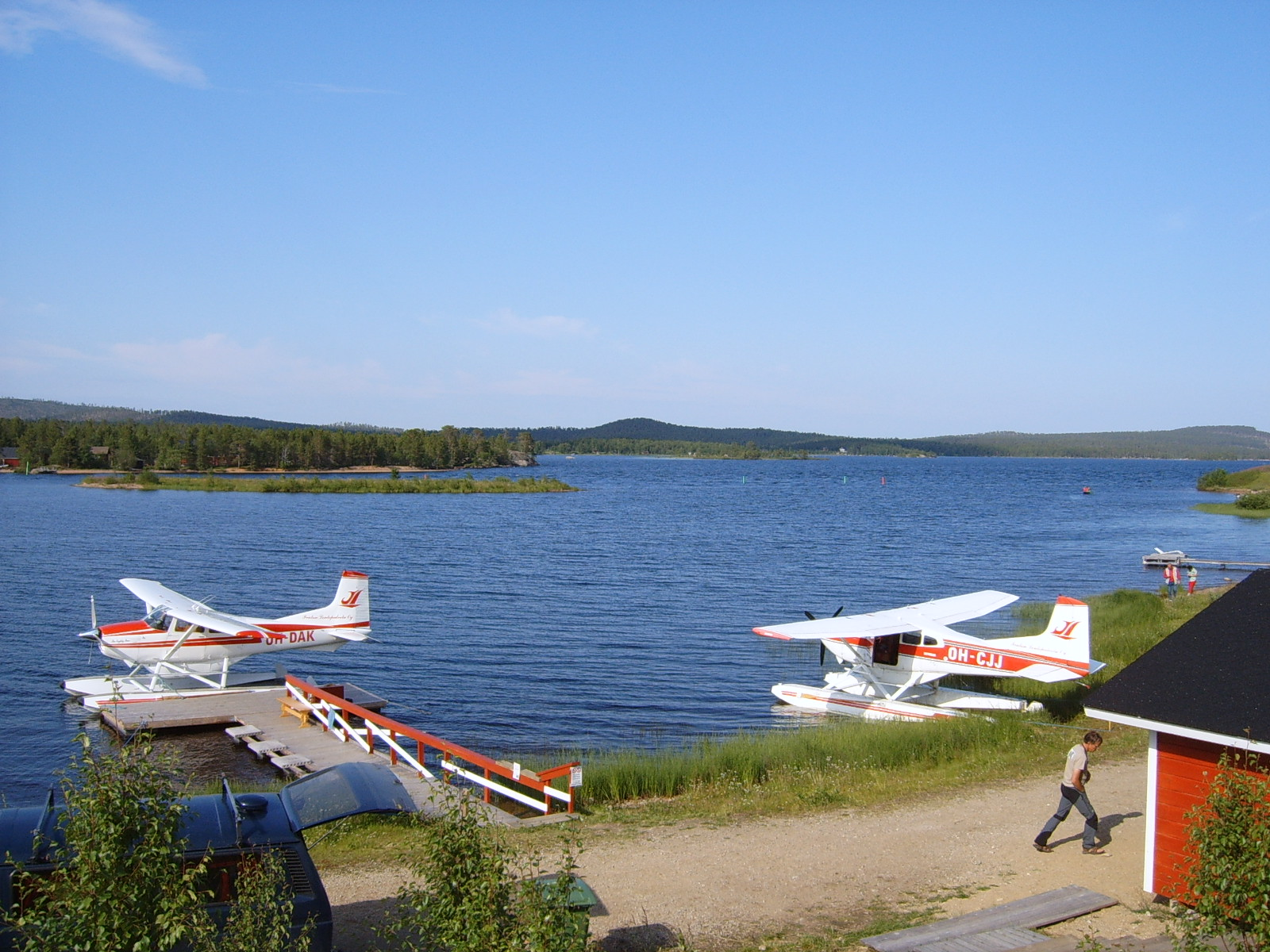
Inari Lake